# In touch with Peter & Gordon
In touch with Peter & Gordon was het tweede muziekalbum van Peter & Gordon. Ze zetten hiermee hun muzikale reis door na hun eerste succes. Opnieuw waren de arrangementen van Geoff Love. Gezien de keus van de nummers leek dit meer een album voor de Amerikaanse markt. Het haalde de Britse albumlijst dan ook niet.
In de Verenigde Staten verscheen dit album onder de titel I dont’want to see you again met deels andere nummers en een andere volgorde. Op dat album kwam hun hit Nobody I know wel voor dat op de Britse uitgave ontbrak.

## Muziek
| Nr. | Titel                                                       | Duur |
| --- | ----------------------------------------------------------- | ---- |
| 1.  | Freight train (Elizabeth Cotten (Williams/James))           | 2:06 |
| 2.  | Land of Oden (traditional/Peter & Gordon)                   | 2:59 |
| 3.  | A mess of blues (Doc Pomus, Mort Shumann)                   | 2:37 |
| 4.  | Two little love birds (Travis Wammack)                      | 2:12 |
| 5.  | Barbara Allen (traditional/Peter & Gordon)                  | 2:48 |
| 6.  | I still love you (King)                                     | 2:35 |
| 7.  | I don't want to see you again (John Lennon, Paul McCartney) | 2:03 |
| 8.  | My babe (Dickson/Stone)                                     | 2:26 |
| 9.  | Willow garden (traditional/Peter & Gordon)                  | 3:06 |
| 10. | Love me baby (Peter & Gordon)                               | 2:17 |
| 11. | I don't care what they say (Peter & Gordon)                 | 2:57 |
| 12. | My little girl's is gone (Travis Wammack)                   | 2:33 |
| 13. | Ain't that lovin' you baby (Jimmy Reed)                     | 1:51 |
| 14. | Leave me in the rain (Peter & Gordon)                       | 2:57 |

A mess of blues is bekend van Elvis Presley. Barbara Allen, Willow garden en Ain’t that lovin’ you baby zijn bekend van de Everly Brothers.